# Kapsel

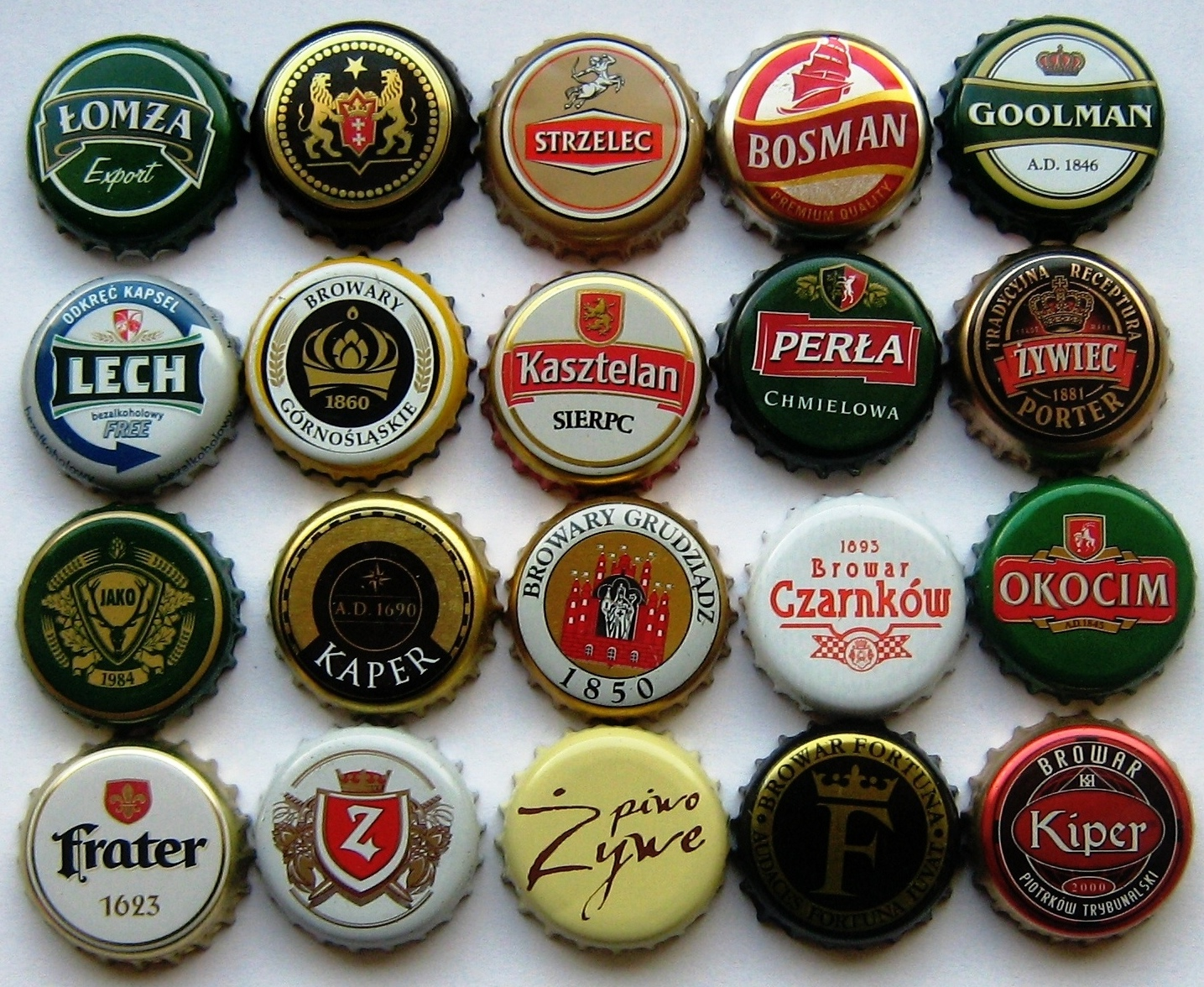
Kapsle z polskich piw, 2008 r.

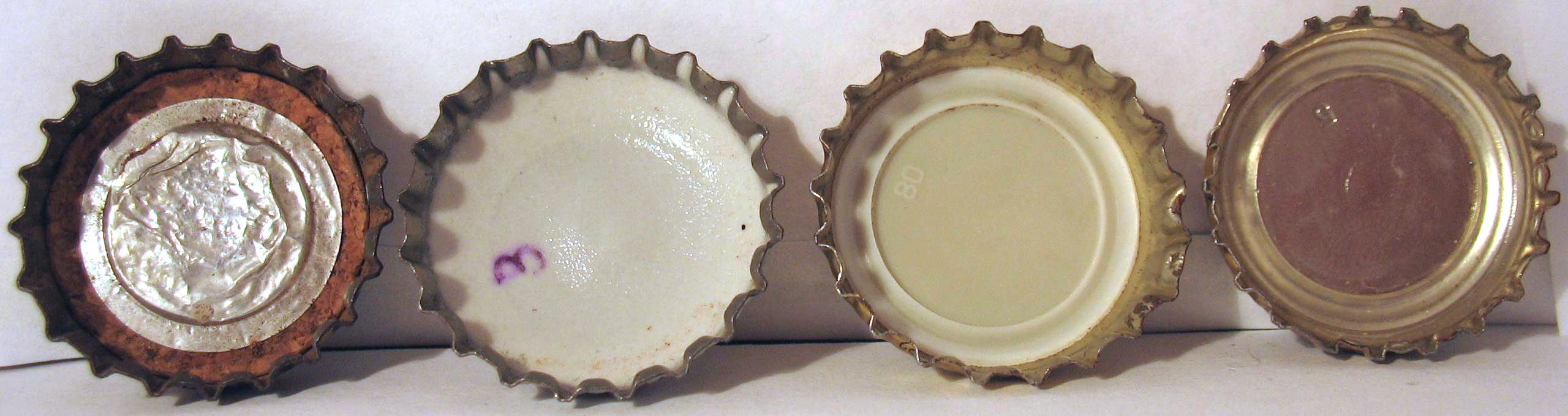
Uszczelki kapsli w historii (po lewej najstarsza).

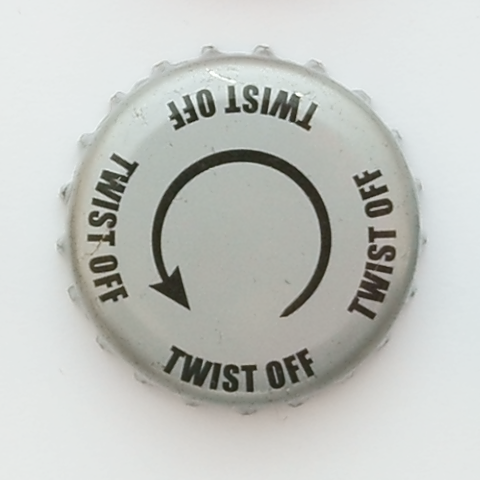
Kapsel typu twist off

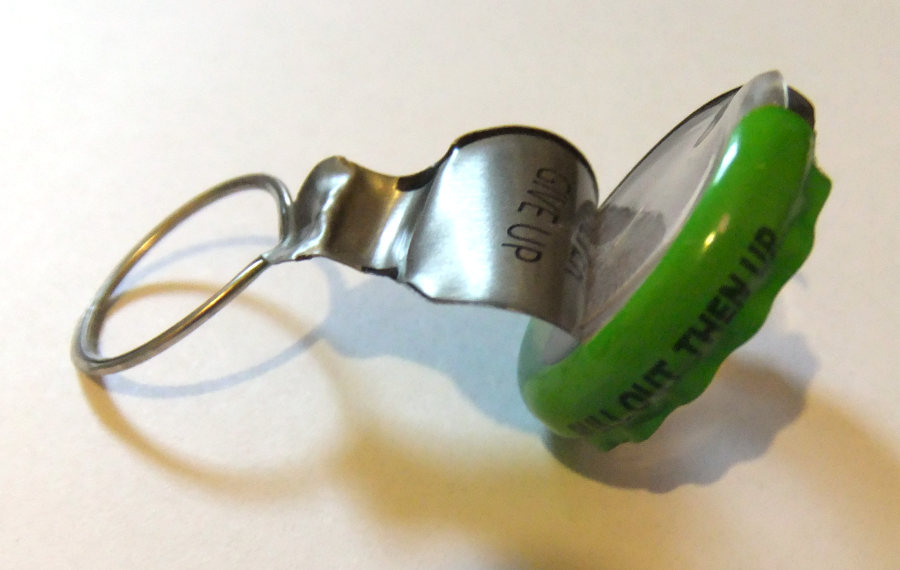
Kapsel typu pull off

Kapsel (nazywany inaczej zamknięciem koronowym) – najpopularniejsze, obok zakrętki, hermetyczne zamknięcie szklanej butelki, zapewniające szczelność, a tym samym trwałość płynu. Twórcą kapsla był w 1892 pochodzący z Irlandii Amerykanin William Painter, który swój wynalazek nazwał Crown Cork. W Polsce zaczęto go stosować na początku lat 60. 
Kapslem nazywana jest także metalowa przykrywka stanowiąca element zamknięcia butelki wina musującego.

## Charakterystyka
Kapsel stosowany jest najczęściej przy zamykaniu napojów gazowanych, na przykład piwa lub oranżady. Wykonany jest z blachy stalowej, pokrytej najczęściej warstwą farby z nadrukiem nazwy lub logo producenta. Stronę wewnętrzną kapsla stanowi warstwa tworzywa sztucznego niewpływająca na smak i zapach płynu, pełniąca jednocześnie formę uszczelki. W przeszłości rolę tę pełnił korek. Wymiary kapsli są zestandaryzowane, a ich cechą charakterystyczną jest 21 ząbków przywierających do butelki. Większość kapsli posiada sygnaturę, czyli logo zakładu, który je wyprodukował. Umieszczona jest ona na ząbkach kapsla.
Kapsle zdejmuje się z butelki przy pomocy otwieracza do butelek. 
Najnowszą generację kapsli stanowią kapsle twist off (niewymagające otwieracza) oraz kapsle twist off-soft touch o 29 ząbkach, dające się odkręcać.
Szczególnym rodzajem kapsli są kapsle zawierające zawleczkę (ring crown lub pull off). Do ich ściągnięcia nie jest wymagany otwieracz do butelek, gdyż jego rolę przejmuje zawleczka, a kapsel zdejmowany jest ręcznie poprzez jej pociągnięcie.
Średnica standardowego kapsla wynosi 26 mm.

## Kolekcjonerstwo
Ze względu na charakter zamknięcia koronowego jako nośnika informacji handlowej, kapsel stanowi przedmiot kolekcjonerski. Najczęściej gromadzone są kapsle piwne, których największe zbiory sięgają setek tysięcy sztuk. W birofilistyce kapsle, obok etykiet, stanowią najchętniej kolekcjonowane akcesoria piwne.